# If a Song Could Get Me You (bài hát)
"If a Song Could Get Me You"là bài hát của nữ ca sĩ kiêm sáng tác người Na Uy Marit Larsen trích từ album phòng thu thứ hai của cô, The Chase. Đây cũng là đĩa đơn đầu tiên của Larsen được phát hành quốc tế ở các quốc gia Na Uy, Đức, Thụy Sĩ, Iceland và Áo. Ca khúc cũng đã có mặt lại lần nữa trong album tuyển tập vào năm 2009 của cô, If a Song Could Get Me You. Đây là một ca khúc đạt thành công vang dội về mặt thương mại của Marit Larsen tại thị trường âm nhạc châu Âu khi đã được liệt vào danh sách các bài hát xuất sắc mọi thời đại ở Áo, Đức và Thụy Điển.

## Nội dung
Nội dung bài hát nói về một cuộc tình tan vỡ. Cô gái là ca sĩ, muốn làm tất cả mọi việc, thử tất cả những thể loại nhạc, hát tất cả những bài hát để lôi kéo người bạn trai quay về.

## Trên các bảng xếp hạng
Bài hát rất thành công ở những nơi mà nó được phát hành.
- Ở Na Uy, ca khúc bước vào bảng xếp hạng ngay ở #1 và giữ vững vị trí trong 2 tuần liên tiếp.
- Ở Đức, ca khúc bước vào bảng xếp hạng ở #15, tiến đến #3 trong tuần tiếp theo, và trong 5 tuần sau đó nó đứng ở vị trí #1.
- Ở Áo, ca khúc có mặt ở #32 trong tuần đầu tiên, đến tuần thứ tư, nó tiến đến #1. Trong tuần thứ năm, nó bị đánh bại bởi"I Gotta Feeling"của Black Eyed Peas. Trong tuần tiếp sau đó, nó đã trở lại với vị trí #1 và giữ vững trong 3 tuần.
- Ở Thụy Sĩ, ca khúc không đạt vị trí quán quân, nhưng đạt đến #2 trong 1 tuần, chỉ sau"I Gotta Feeling"của Black Eyed Peas.

## Xếp hạng
| Bảng xếp hạng (2008/2009) | Vị trí cao nhất |
| ------------------------- | --------------- |
| Austrian Singles Chart    | 1               |
| German Singles Chart      | 1               |
| Norwegian Singles Chart   | 1               |
| Swiss Singles Chart       | 2               |
| European Hot 100          | 30              |
| Icelandic Singles Chart   | 19              |

### Xếp hạng cuối năm
| Bảng xếp hạng (2009)   | Vị trí cuối năm |
| ---------------------- | --------------- |
| Austrian Singles Chart | 6               |
| European Hot 100       | 30              |
| German Singles Chart   | 11              |
| Swiss Singles Chart    | 19              |

### Bảng xếp hạng xuất sắc nhất mọi thời đại
| Bảng xếp hạng           | Vị trí |
| ----------------------- | ------ |
| Austrian Singles Chart  | 149    |
| Norwegian Singles Chart | 358    |
| Swiss Singles Chart     | 191    |

## Doanh số và chứng nhận
| Quốc gia  | Chứng nhận | Doanh số |
| --------- | ---------- | -------- |
| Áo        | Vàng       | 15.000+  |
| Đức       | Vàng       | 150.000+ |
| Thụy Điển | Bạch kim   | 30.000+  |